# Red Bull Racing
Red Bull Racing er et østrigsk Formel 1-team, som har deres fabrik liggende i Milton Keynes, England. Holdet er det eneste hold med østrigsk licens der har vundet et verdensmesterskab i Formel 1. Holdet blev stiftet i 2004, da det tidligere Formel 1-hold Jaguar solgte deres hold til Red Bull GmbH. Teamet er et af to teams som det østrigske energidrikbryggeri Red Bull ejer – det andet er Racing Bulls. 
Holdet har vundet konstruktørernes mesterskabstitel seks gange, henholdsvis i 2010-13 og 2022-23 og var det er første østrigske hold til at vinde titlen.
Holdet er også kendt for deres kørerakademi, som blandt andet har fremavlet de firedobbelte verdensmester Sebastian Vettel, som har vundet sine fire verdensmesterskaber i årene 2010-13, samt Max Verstappen som har vundet sine fire verdensmesterskaber i årene 2021-24. Holdet er ledet af Christian Horner, som var chef for Arden International GP2 series hold. Holdet har brugt Renault motorer siden 2007, og de har kontrakt frem til år 2016, men har siden 2019 kørt med moterer fra Honda. 

## Historie
Teamets historie begynder med stiftelse af Stewart Grand Prix i 1997. Jackie Stewart solgte dette hold hold til Ford Motor Company i slutningen af 1999, og Ford valgte at man i stedet ville kalde holdet for Jaguar Racing, der kun havde lidt succes over de følgende 5 år. I 2004 blev Jaguar Racing sat til salg og det østrigske bryggeri Red Bull overtog teamet inden 2005-sæsonen.
Red Bulls involvering i Formel 1-regi daterer sig dog helt tilbage til 1980'erne, hvor de var personlig sponsor for de to østrigske kørere Gerhard Berger og Karl Wendlinger. I 1995 øgede Red Bull deres involvering i sporten, da de blev sponsor og andelshavende i Sauber-teamet. De solgte dog deres anpart i teamet i 2004 og forlod Sauber som sponsor efter de etablerede deres eget team. Jaguar Racing formel 1 konstruktør og racer hold blev sat til salg i september 2004 da dets ejer, the Ford Motor Company, besluttede at det ikke længere kunne "make a compelling business case for any of its brands to compete in F1." Energiselskabet Red Bull accepterede at købe Jaguar Racing på den sidste dag det var til salg, den 15. november 2004. BBC Sport rapporterede at Ford havde spurgt byderne om en symbolsk sum på US$1 til gengæld for at investere US$400 millioner i holdet over de tre næste grand prix sæsoner. Holdet forsatte med at have adgang til Cosworth-motoren, der var blevet udviklet til deres understel i 2005. Christian Horner blev ansat som den nye teamboss og fik de to kørere David Coulthard og Christian Klien til at køre for holdet.
Red Bull Racing var ikke starten af Red Bulls indblanding i "open-wheel racing". Det at Red Bull valgte at oprette deres eget formel 1 hold betød, at de var nødt til at stoppe deres partnerskab med det formel 1 hold som de havde sponsoreret tidligere, Sauber. Red Bull har også et "young drivers programme", Red Bull Jonior Team, hvor Red Bull sponserer lovende unge talenter inden for motorsporten. Nogle af de kørere der har modtaget denne hjælp fra Red Bull er Enrigue Bernoldi, Christian Klien, Patrick Friesacher, Vitantonio Liuzzi og Scott Speed. Red Bull sponsorerer også mange hold i GP2 serien, som er en formel 1 "feeder" serie.

### 2005: Første sæson
Til 2005-sæsonen fortsatte Red Bull-bilerne med at køre med Cosworth motorer, som deres forgænge Jaguar havde gjort. De havde hyret den erfarne kører David Coulthard og beholdte Christian Klien, som kørte for Jaguar året før, samt den regerende Formel 3000 mester Vitantonio Liuzzi skulle dele det sidste sæde. Klien kom dog til at køre hovedparten af løbene og da sæsonen var over, havde Liuzzi kun optrådt i fire grand prix.
Relativ til dens forgænger klarede Red Bull sig markant bedre. De formåede at score flere point end Jaguar teamet gjorde i de to forgående sæsoner tilsammen. Teamet sluttede på en 7. plads i konstruktørenes mesterskab med en samlet pointscore på 34 point med Coulthard på 24 point, Klien med 9 point og Liuzzi med 1 point.
Den 6. november skiftede Adrian Newey til holdet. Han betragtes af mange som en af de bedste designere i Formel 1. 

### 2006: Starten på Newey-æraen
Til 2006 sæsonen skiftede teamet Cosworth motorerne ud med Ferrari 056-motorer. Adrian Neweys ankomst til teamet sent i 2005 betød, at hans indflydelse på bilens design til 2006 sæsonen var begrænset, eftersom bilerne til den efterfølgende sæson oftest påbegyndes midt i året.
Til at føre bilerne valgte teamet at beholde de to kørere David Coulthard og Christian Klien. Dog kom Robert Doornbos til at køre de tre sidste løb i stedet for Klien, da han blev droppet fra holdet. Pointmæssigt skulle 2006-sæsonen dog vise sig at være dårligere end 2005 sæsonen, da de kun scorede 16 point mod de 34 point i 2005 sæsonen, men teamet formåede dog at fastholde 7. pladsen i konstruktørenes mesterskab. Coulthard scorede 14 point, Klien 2 point mens Doornbos ikke scorede nogle point.
Et højdepunkt i sæsonen kom dog i Monacos Grand Prix, da Coulthard opnåede en 3. plads i løbet, hvilket var teamets første podieplacering.

### 2007
2007-sæsonen blev den første sæson, hvor Adrian Newey havde fuldt ansvar for bilens design og desuden skiftede teamet til Renault-motorer. Denne kombination skulle vise sig at blive succesfuld for teamet.
David Coulthard blev valgt til at køre endnu en sæson for teamet og Mark Webber blev hyret til at køre den anden bil.
Red Bulls RB3-bil var upålidelig med mekaniske problemer. Problemerne inkluderede ting som defekte bremsepedaler og fastklemte fuel-flaps, men den mest pressende upålidelighed var indførelsen af en sømløs skifte-gearkasse til bilen.
Teamet formåede at skrabe i alt 24 point sammen i løbet af sæsonen og dermed sluttede de på en 5. plads i konstruktørmesterskabet, hvilket var det bedste resultat hidtil. Coulthard scorede 14 point mens Webber måtte nøjes med 10 point.

### 2008
Til 2008-sæsonen valgte teamet at fastholde de to kørere Coulthard og Webber. Resultatmæssigt skulle 2008 sæsonen vise sig at være mere succesfuld pointmæssigt, men ifh. til stillingen i konstruktørenes mesterskab faldt de to pladser ned til en 7. plads. Den totale pointhøst blev på 29 point, hvor Coulthard scorede 8 point, mens Webber scorede 21 point. Webber scorede 9 gange på en Top 8-plads mens Coulthard scorede kun 2 gange.

### 2009: Vettel kommer til teamet
2009-sæsonen viste sig at blive den mest succesfulde sæsonen hidtil. David Coulthard blev udskiftet med tyskeren Sebastian Vettel, mens Mark Webber beholdte sit sæde. I sæsonens tredje løb opnåede teamet sin allerførste sejr, da Vettel tog sejren i Kinas Grand Prix. Samtidigt opnåede Webber anden pladsen i løbet og det betød, at det blev teamets første 1-2 sejr. Dagen før havde Vettel samtidigt opnået den første pole position for teamet.
Mark Webber tog sit første Formel 1-sejr i Nürburgring i Tyskland, hvor det tog ham 130 Formel 1-Grand Prix'er indtil han vandt et Grand Prix.
Det blev dog ikke den eneste sejr denne sæson, for da året var omme, stod teamet med 6 sejr i alt. Det betød at teamet strøg tilvejrs i konstruktørenes mesterskab og sluttede på en andenplads med 153,5 point, kun overhalet af Brawn GP. Vettel formåede at score 84 point, mens Webber scorede 69,5 point i løbet af sæsonen.

### 2010: Første mesterskab
Teamet fastholdte de to kørere Webber og Vettel til 2010 sæsonen. Sæsonen startede med moderat succes, da teamet opnåede at score point i de to første løb, men ingen af kørerne formåede at komme på podiet og Vettel udgik endda fra det andet løb. I det tredje Grand prix formåede teamet at opnå sin første sejr i sæsonen, da Vettel krydsede strengen først i Malaysias Grand prix. Det var dog Webber som havde mest succes i første del af sæsonen og med 2 sejr i Spaniens og Monacos Grand prix tog han føringen i mesterskabet.
I Tyrkiets Grand prix lå de to Red Bull biler længe til at tage en 1–2 sejr, men på 40. omgang kolliderede de to biler da Vettel forsøgte at gå forbi Webber.
Resten af sæsonen blev en kamp mellem fire kører nemlig Webber, Alonso, Hamilton og Vettel. Op til det sidste Grand prix i Abu Dhabi kunne de alle opnå at vinde mesterskabet. Vettel tog sejren i Grand prix'et og dermed også sejren i mesterskabet for kører. Red Bull blev desuden mester i konstruktørenes mesterskab med 498 point.

### 2011: Andet mesterskab
Teamet fastholdt de to kørere Vettel og Webber for 2011-sæsonen. Deres bil, Red Bull RB7, var den mest dominante bil i sæsonen. Red Bull har taget 12 sejre, 27 podieplaceringer, 18 pole positions og 10 hurtigste omgange. Holdet har aldrig været lavere end en 5. plads, og holdet har samlet et total point af 650.

### 2013: Fjerde mesterskab
Red Bull var ikke så dominerende i det første halvdel af sæsonen, hvor de havde kun vundet 4 ud af 10 løb. Men i den anden halvdel havde Sebastian Vettel vundet alle løb, og han slog rekorden for meste vindestræk.
Mark Webber havde ikke vundet noget løb i sæsonen, og han valgte at stoppe sin Formel 1-karriere.
Red Bull tog i alt 596 point, 13 sejre, 24 podieplaceriner, 11 pole positions og 12 hurtigste omgange i konstruktørmesterskabet denne sæson.

### 2014
Australieren Daniel Ricciardo kom til holdet efter at Mark Webber stoppede sin Formel 1-karriere. 2014-sæsonen var en dårlig start for holdet. I sæsonens første runde i Australien udgik Sebastian Vettel fra løbet og Daniel Ricciardo blev diskvalificeret. Ricciardo var på andenpladsen før han blev diskvalificeret.
Ricciardo havde eventuelt fået sin første podieplacering 4 løb senere i Spaniens Grand Prix 2014, hvor han kom på en 3. plads foran sin holdkammerat. Han fik endnu en podieplacering i Monaco og havde vundet 3 Grand Prix'er i Canada, Ungarn og Belgien.
Red Bulls dominance havde sluttet efter 4 sæsoner som et dominant konstruktør. De havde fået 405 point i sæsonen, uden en enkelt pole position, men med 3 sejre og 3 hurtigste omgange.

### 2015
Efter 2014-sæsonen havde Vettel valgt at forlade holdet og kom over til Ferrari for 2015-sæsonen. Imens kom Toro Rosso-køreren Daniil Kvjat til holdet.
Efter sæsonen sluttede Red Bull på en 4. plads med 187 point, deres laveste siden 2008.

### 2016
I 2016 bruger Red Bull stadigvæk Renault-motorer, men "branded" som TAG Heuer.
Daniil Kvjat og Max Verstappen byttede sæder før Spaniens Grand Prix. Verstappen blev forfremmet til Red Bull, mens Kvjat vendte tilbage til Toro Rosso. Verstappen vandt til sidst Spaniens Grand Prix som den yngste nogensinde Grand Prix-vinder.

## Kørere som er blevet verdensmester for Red Bull Racing
- 2010:  Sebastian Vettel[10]
- 2011:  Sebastian Vettel[11]
- 2012:  Sebastian Vettel[12]
- 2013:  Sebastian Vettel[13]
- 2021:  Max Verstappen[14]
- 2022:  Max Verstappen[15]

## Kørere og sæsoner
| År   | Navn                         | No. | Kørere            | Point | Placering |
| ---- | ---------------------------- | --- | ----------------- | ----- | --------- |
| 2005 | Red Bull Racing              | 14. | David Coulthard   | 34    | 7. plads  |
| 2005 | Red Bull Racing              | 15. | Christian Klien   | 34    | 7. plads  |
| 2005 | Red Bull Racing              | 15. | Vitantonio Liuzzi | 34    | 7. plads  |
| 2006 | Red Bull Racing              | 14. | David Coulthard   | 16    | 7. plads  |
| 2006 | Red Bull Racing              | 15. | Christian Klien   | 16    | 7. plads  |
| 2006 | Red Bull Racing              | 15. | Robert Doornbos   | 16    | 7. plads  |
| 2007 | Red Bull Racing              | 14. | David Coulthard   | 24    | 5. plads  |
| 2007 | Red Bull Racing              | 15. | Mark Webber       | 24    | 5. plads  |
| 2008 | Red Bull Racing              | 9.  | David Coulthard   | 29    | 7. plads  |
| 2008 | Red Bull Racing              | 10. | Mark Webber       | 29    | 7. plads  |
| 2009 | Red Bull Racing              | 14. | Mark Webber       | 135,5 | 2. plads  |
| 2009 | Red Bull Racing              | 15. | Sebastian Vettel  | 135,5 | 2. plads  |
| 2010 | Red Bull Racing              | 5.  | Sebastian Vettel  | 498   | 1. plads  |
| 2010 | Red Bull Racing              | 6.  | Mark Webber       | 498   | 1. plads  |
| 2011 | Red Bull Racing              | 1.  | Sebastian Vettel  | 650   | 1. plads  |
| 2011 | Red Bull Racing              | 2.  | Mark Webber       | 650   | 1. plads  |
| 2012 | Red Bull Racing              | 1.  | Sebastian Vettel  | 460   | 1. plads  |
| 2012 | Red Bull Racing              | 2.  | Mark Webber       | 460   | 1. plads  |
| 2013 | Infiniti Red Bull Racing     | 1.  | Sebastian Vettel  | 596   | 1. plads  |
| 2013 | Infiniti Red Bull Racing     | 2.  | Mark Webber       | 596   | 1. plads  |
| 2014 | Infiniti Red Bull Racing     | 1.  | Sebastian Vettel  | 405   | 2. plads  |
| 2014 | Infiniti Red Bull Racing     | 3.  | Daniel Ricciardo  | 405   | 2. plads  |
| 2015 | Infiniti Red Bull Racing     | 3.  | Daniel Ricciardo  | 187   | 4. plads  |
| 2015 | Infiniti Red Bull Racing     | 26. | Daniil Kvjat      | 187   | 4. plads  |
| 2016 | Red Bull Racing              | 3.  | Daniel Ricciardo  | 468   | 2. plads  |
| 2016 | Red Bull Racing              | 26. | Daniil Kvjat      | 468   | 2. plads  |
| 2016 | Red Bull Racing              | 33. | Max Verstappen    | 468   | 2. plads  |
| 2017 | Red Bull Racing              | 3.  | Daniel Ricciardo  | 368   | 3. plads  |
| 2017 | Red Bull Racing              | 33. | Max Verstappen    | 368   | 3. plads  |
| 2018 | Aston Martin Red Bull Racing | 3.  | Daniel Ricciardo  | 419   | 3. plads  |
| 2018 | Aston Martin Red Bull Racing | 33. | Max Verstappen    | 419   | 3. plads  |
| 2019 | Aston Martin Red Bull Racing | 10. | Pierre Gasly      | 417   | 3. plads  |
| 2019 | Aston Martin Red Bull Racing | 23. | Alex Albon        | 417   | 3. plads  |
| 2019 | Aston Martin Red Bull Racing | 33. | Max Verstappen    | 417   | 3. plads  |
| 2020 | Aston Martin Red Bull Racing | 23. | Alex Albon        | 319   | 2. plads  |
| 2020 | Aston Martin Red Bull Racing | 33. | Max Verstappen    | 319   | 2. plads  |
| 2021 | Red Bull Racing Honda        | 11. | Sergio Pérez      | 585,5 | 2. plads  |
| 2021 | Red Bull Racing Honda        | 33. | Max Verstappen    | 585,5 | 2. plads  |